# Phytomyptera pruinosa
Phytomyptera pruinosa là một loài ruồi trong họ Tachinidae.